# Городецька волость (Рівненський повіт)
Городецька волость — історична адміністративно-територіальна одиниця Рівненського повіту Волинської губернії Російської імперії. Волосний центр — село Городьк.
Була ліквідована наприкінці ХІХ ст., поселення відійшли до складу Рівненської (Бегів, Городок, Караєвичі, Метків, Обарів, Понебель, Ставки), Клеванської (Бронники) та Кустинської (Хотин) волостей.
Станом на 1885 рік складалася з 15 поселень, 14 сільських громад. Населення — 4255 осіб (2112 чоловічої статі та 2143 — жіночої), 413 дворових господарства.
Основні поселення волості:
- Городьк — колишнє власницьке село за 9 верст від повітового міста, 832 особи, 83 двори; волосне правління; православна церква, школа, постоялий будинок, кузня, 2 водяних млини. За 8 верст - цегельний завод.
- Бегінь — колишнє власницьке село при річці Горинь, 261 особа, 30 дворів, школа, водяний млин.
- Бронники — колишнє власницьке село, 279 осіб, 35 дворів, православна церква, постоялий двір, постоялий будинок, кузня, водяний млин.
- Караєвичі — колишнє власницьке село, 254 особи, 29 дворів, православна церква, школа, постоялий будинок, 2 водяних млини.
- Метків — колишнє власницьке село при річці Горинь, 133 особи, 12 дворів, школа.
- Обарів — колишнє власницьке село, 522 особи, 69 дворів, православна церква, школа, постоялий будинок.
- Понебель — колишнє власницьке село, 119 осіб, 13 дворів, православна церква, школа, 2 водяних млини.
- Ставки — колишнє власницьке село, 263 особи, 40 дворів, православна церква, водяний млин.
- Хоцин — колишнє власницьке село при річці Горинь, 175 осіб, 18 дворів, православна церква, школа, постоялий будинок, водяний млин.